# 姬鹬

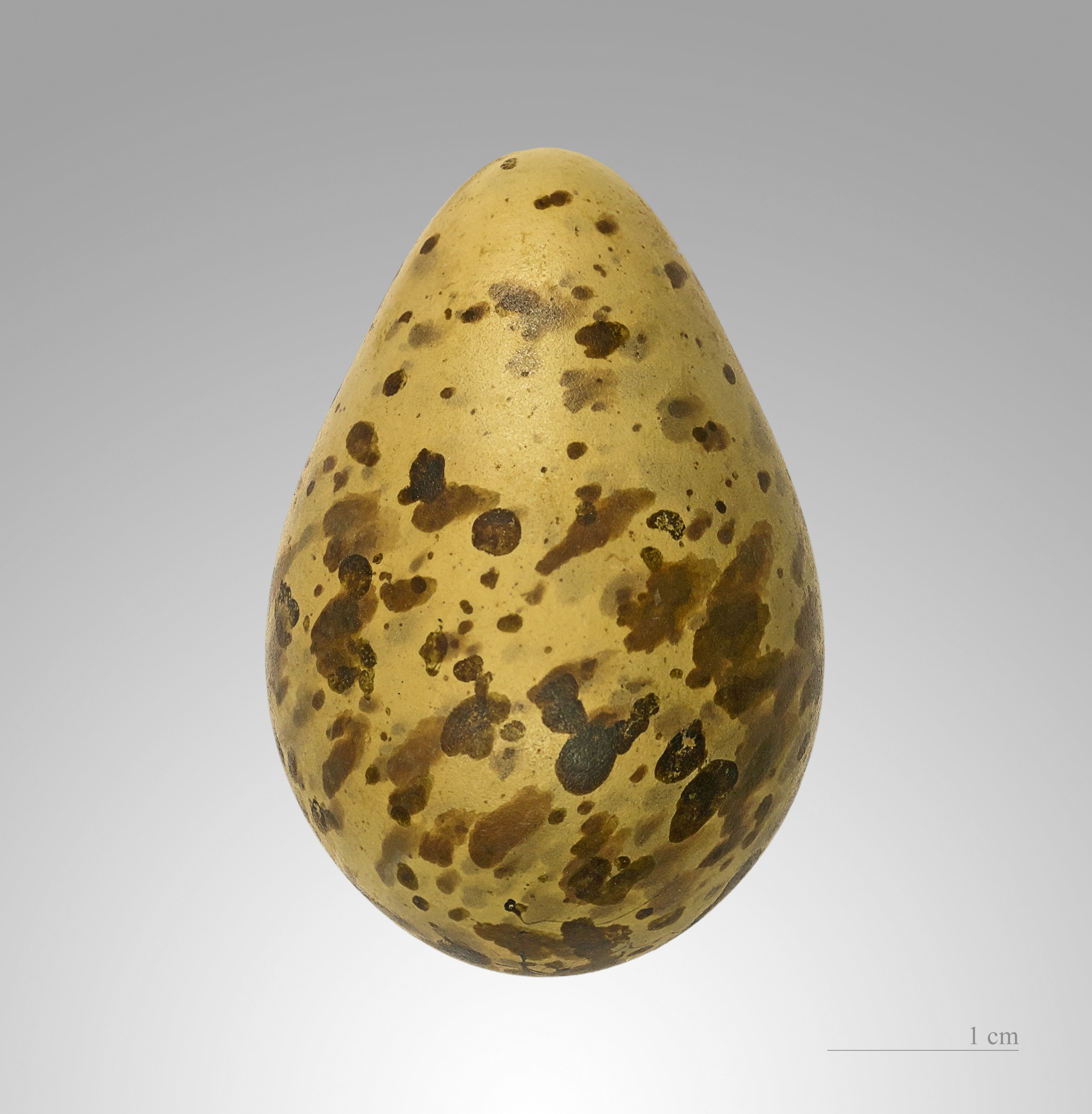
Lymnocryptes minimus

姬鹬（学名：Lymnocryptes minimus），又名姬鷸，为鸟纲鸻形目鹬科姬鷸屬的鸟类。是一種小而矮壯的涉禽。牠是最小的鷸，也是姬鷸屬（Lymnocryptes）屬中的唯一成員。牠的胸骨等特徵使其與其他鷸或田鷸明顯區別開來。
在中国大陆，分布于新疆、内蒙古、河北、江苏、福建、广东等地。该物种的模式产地在丹麦。

## 詞源
小鷸英名Jack Snipe，一般認為這個常用名稱來自於威爾斯語中代表鷸的單詞giach（發音為重音g），但現代詞典表示其實來源於男性名字Jack。 阿爾弗雷德·牛頓假設：「這可能像傑克驢一樣，表示性別，因為人們普遍認為小鷸是普通鷸的雄性；或者，也可能是因為這種鳥相對較小，就像在保齡球遊戲中 'jack' 是最小的球，釣魚者稱較小的梭魚為 Jack。」
屬名Lymnocryptes 來自古希臘語的limne，意為「沼澤」，以及kruptos，意為「隱藏」。物種名 minimus  來自拉丁語，意為「最小的」。

## 描述

Lymnocryptes minimus

成年小鷸比田鷸體型更小，喙也相對較短。身長為18—25 cm（7.1—9.8英寸），翼展為30—41 cm（12—16英寸），體重為33—73 g（1.2—2.6 oz）。 身體上部呈雜斑棕色，下部顏色較淺。牠們有一道深色的眼紋。翅膀尖細，飛行時可見到黃色的背紋。當被觀察到時，其特有的上下彈跳動作，像是鳥被安裝了彈簧，幾乎具有催眠般的效果。
小鷸的頭部花紋與普通鷸及其他田鷸屬（Gallinago）的物種不同，牠沒有中央頭頂條紋，而是有兩條淺色的側頭頂條紋，這些條紋與眉紋之間隔著一片深色的羽毛區域。

## 分佈與棲地
小鷸是遷徙鳥類，非繁殖期分佈於大不列顛、大西洋和地中海沿岸歐洲、非洲和印度。小鷸是非歐亞遷移性水鳥協定（AEWA）適用的物種之一。牠們的繁殖棲地是北歐和北俄羅斯的沼澤、酸性泥炭沼、苔原和短植被的濕草地。

## 行為
小鷸在非繁殖地區往往非常隱秘，並且由於牠們在棲地中良好的偽裝，難以被觀察到。因此，觀鳥者開發出了一種專門的技巧來找到牠們。這種技巧包括在其濕地棲地中行走，直到鳥被驚擾飛起。小鷸會趴下並不會立即從隱蔽處飛起，除非入侵者非常接近。 然後牠們會悄悄地飛行一小段距離，隨後重新落回植被中。

### 覓食
牠們在軟泥中覓食，通過探測或視覺拾取食物。牠們主要以昆蟲和蚯蚓為食，偶爾也食用植物。

### 繁殖
雄鳥在求偶期間會進行空中展示，並發出如同馬奔跑時的特殊聲音。冬季時牠們保持安靜。牠們在地面上隱蔽的位置築巢，每次產下3到4枚蛋。